# Pierre Gaillouste
Pierre Gaillouste (Agen, 1º agosto 1989) è un arbitro di calcio francese.

## Carriera
Nato ad Agen, in Francia, inizia la propria carriera da arbitro nel 2014 dirigendo una gara di Éirepromotioun, la seconda serie del campionato lussemburghese di calcio.
Nel 2015 passa ad arbitrare in Championnat National, ricoprendo tale ruolo fino al 2022. Nel mentre, nel 2017 debutta in Ligue 2 e nel 2021 in Ligue 1.
Nel 2023 fa il suo debutto anche nelle competizioni europee, dirigendo la gara dei preliminari di Conference League tra Legia Varsavia e Austria Vienna.